# Верчелльская карта
Верчелльская карта — карта из Аббатства Св. Андрея в Верчелли (англ. Abbey of St Andrew in Vercelli), которое было известно как центр изготовления больших карт мира. Размер манускрипта — 840 х 720 м.  Карта изготовленна около 1270 года.
Шедевр средневекового искусства хранится в капитулярном архиве библиотеки Верчелли  (итал. Archivio Capitolare).
 Л. С. Чекин небезосновательно датирует карту правлением французского короля Филиппа III (1270—1285 гг.). Это единственный французский король с именем Филипп, который побывал в Африке . Палеографические и иконографические детали также свидетельствуют в пользу того, что данная табула была изготовлена в третьей четверти XIII в.

## Описание
Карта ориентирована на Восток. Несмотря на большие утраты, манускрипт сохранил свыше 500 географических названий и множество миниатюр.
На карте на горе Атлас на западе Африки помещена птица, похожая на страуса с подковой в клюве (в Средние Века считалось, что страусы поедали железо). Как гласит легенда, этого страуса оседлал «король Франции Филипп».
В шестом сегменте Верчелльской карты присутствует следующая легенда: «Этот народ Аримаспы... [воюют] с грифонами [за драгоценные камни]» (лат. Gens ista Arimaspi vero [...]  cum  griponibus...).  На  Севере  от  этой  сцены  имеется  обозначение  города  с  подписью лат. Sarmaca (Sarmata) (здесь очевидна инверсия литер). Рядом с названием города приводится его характеристика. «Этот город... настолько велик, что имеет в своей окружности более чем сто миль..., в нём живут также и христиане». По мнению историка И. К. Фоменко это город Самара, и на карте это дает географическую привязку для обозначения места обитания грифонов.